# Ley de Betz

Esquema del flujo de un fluido a través de un actuador en forma de disco. Para un fluido de densidad constante, el área de la sección transversal varía inversamente con la velocidad.

La ley de Betz calcula la potencia máxima teórica que puede extraerse del viento independientemente del diseño de un aerogenerador. Fue publicada en 1920 por el físico alemán Albert Betz. La ley se deriva de los principios de conservación de la masa y el momento de la corriente de aire que fluye a través de un disco actuador idealizado que extrae energía de la corriente de viento. Según la ley de Betz, ningún aerogenerador, independientemente del mecanismo utilizado, puede capturar más del 16/27 (59,3%) de la energía cinética del viento. El factor 16/27 (0,593) se conoce como coeficiente de Betz o límite de Betz.
La mayoría de los aerogeneradores funcionan entre el 75% y el 85% del límite de Betz.

## Descubrimiento independiente
El científico británico Frederick W. Lanchester derivó el mismo límite en 1915. El líder de la Escuela Aerodinámica Rusa, Nikolái Zhukovski, también publicó el mismo resultado para una turbina eólica ideal en 1920, el mismo año que Betz.
Otros investigadores también derivaron el mismo límite, pero se considera sólo que Betz y Zhukovski fueron los únicos que hicieron aportaciones significativas a la evaluación de la teoría de Froude, lo que allanó el camino para el establecimiento directo del límite.

## Derivación

### Supuestos
El disco actuador es una superficie hipotética que ocupa el área A de barrido del rotor del aerogenerador y extrae energía continuamente del ﬂujo de aire. El disco modela la carga del rotor introduciendo un salto en la presión estática a través de ella.
El disco está orientado perpendicular al flujo y no tiene espesor físico. Un cilindro de aire fluye continuamente a través del disco que viene con velocidad v1 lejos del disco y sale con velocidad v2 de nuevo muy lejos del disco. A pasar por el disco desacelera y pierde parte de su energía cinética.
Además, se aplican los siguientes supuestos:
- El flujo es incompresible.
- Sólo hay desplazamiento axial del fluido, es decir, no entra ni sale fluido en el cilindro que delimita su movimiento.
- La presión alejada del disco es la presión atmosférica.
- La carga de empuje sobre el área del disco es uniforme.
- Se desprecian la resistencia por fricción y la rotación del aire en la estela.
- La desaceleración del flujo es suave y constante, sin discontinuidad de velocidad en el plano del rotor, lo que significa que no hay transferencia de energía cinética en el propio plano del rotor.
- No hay cambio de energía potencial

### Conservación de la masa
{\displaystyle \displaystyle {\dot {m}}=\rho A_{1}v_{1}=\rho Av=\rho A_{2}v_{2}}

### Potencia de la masa de aire
{\displaystyle \displaystyle P={\dot {E}}={\tfrac {1}{2}}{\dot {m}}v^{2}={\tfrac {1}{2}}{\rho A}v^{3}}

### Conservación de la energía
La potencia extraída de la masa del aire tiene que ser igual a la potencia perdida en la disminución de velocidad del aire
{\displaystyle \displaystyle P_{ext}={\frac {\Delta E}{\Delta t}}={\tfrac {1}{2}}{\dot {m}}(v_{1}^{2}-v_{2}^{2})}
Que aplicando la conservación de la masa quedaría
{\displaystyle \displaystyle P_{ext}={\frac {\Delta E}{\Delta t}}={\tfrac {1}{2}}{\rho Av}(v_{1}^{2}-v_{2}^{2})}

### Velocidad en el plano del rotor
Aplicando la condición de desaceleración suave del flujo de aire en el rotor, podemos asumir que en su plano la velocidad es la media entre la velocidades inicial y final

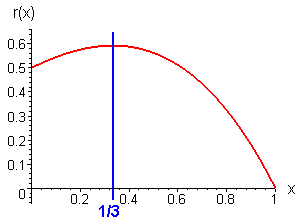
Representación del coeficiente de potencia (eje vertical) frente al cociente de velocidades (eje horizontal)

{\displaystyle \displaystyle v={\frac {v_{1}+v_{2}}{2}}}

### Derivación del límite de Betz
Definimos el cociente de velocidades
{\displaystyle \displaystyle a={\frac {v_{2}}{v_{1}}}}
para simplificar y lo introducimos en la expresión de la potencia extraída de la masa de aire
{\displaystyle \displaystyle P_{ext}={\frac {\Delta E}{\Delta t}}={\tfrac {1}{4}}{\rho Av_{1}^{3}}(1+a)(1-a^{2})}
Si definimos el coeficiente de potencia como la relación entre la potencia extraída por el rotor y la potencia en la masa de aire que llega al rotor, tenemos
{\displaystyle \displaystyle C_{P}={\frac {P_{ext}}{P}}={\tfrac {1}{2}}(1+a)(1-a^{2})}
Cuyo máximo se corresponde con a = 1/3 y CP = 16/27

### Explicación
La razón por la que no es posible una eficiencia superior, por ejemplo del 100%, se debe a la naturaleza de la energía eólica, que depende de el flujo continuo de aire en movimiento. Si, hipotéticamente hablando, se extrajera el 100% de la energía cinética, entonces el flujo de aire se reduciría hasta detenerse por completo y no quedaría velocidad disponible para mantener el flujo a través del dispositivo de extracción de energía, independientemente de la tecnología específica de aerogenerador utilizada. La máxima eficiencia de extracción se consigue en el equilibrio óptimo de la mayor ralentización del viento que siga manteniendo un flujo suficientemente rápido a través del rotor.

### Aclaraciones
El paso que resulta más anti-intuitivo de la anterior derivación es el supuesto de que la velocidad en el disco actuado es la media de las velocidades de la masa de aire alejada antes y después de pasar por el rotor. En realidad, dicha relación suele deducirse de dos maneras en la bibliografía:

#### Aplicando laconservación del momento
{\displaystyle \displaystyle P_{ext}={\frac {dW}{dt}}=F{\frac {dr}{dt}}=Fv={\frac {\Delta p}{\Delta t}}v={\dot {m}}(v_{1}-v_{2})v={\rho Av^{2}}(v_{1}-v_{2})}
e igualando con la expresión de la potencia extraída a partir de la conservación de la energía podemos deducir la expresión de la velocidad del rotor.

#### Aplicando laecuación de Bernoulli
{\displaystyle \displaystyle {\Delta P}={\frac {1}{2}}{\rho (v_{2}^{2}-v_{1}^{2})}}
de la definición de presión
{\displaystyle \displaystyle F=A\ {\Delta P}={\rho A\ v\ (v_{1}-v_{2})}}
Donde hemos utilizado de nuevo la conservación del momento.
Eliminando {\displaystyle \displaystyle {\Delta P}} de ambas expresiones obtenemos de nuevo la expresión de la velocidad del rotor.

#### Factor de afluencia
En los libros de texto suele utilizarse el factor de inducción del flujo axial, o factor de afluencia, en lugar del cociente de velocidades, definido como la variación relativa de la velocidad de la masa de aire al pasar por el disco.
{\displaystyle \displaystyle a={\frac {v_{1}-v}{v_{1}}}}